# ARM Cortex-A725
ARM Cortex-A725는 Arm이 2024년에 공개한 CPU 코어 모델이다. ARM Cortex-A720의 후속작이다. Cortex-A700 CPU 코어 시리즈는 균형 잡힌 성능과 효율성에 중점을 두며, 이 CPU 코어는 고성능 ARM Cortex-X925 또는 고효율 ARM Cortex-A520와 같은 계열의 다른 코어와 CPU 클러스터로 묶일 수 있다. 이것은 "빅" 코어 또는 "리틀" 코어로 사용될 수 있다.

## ARM Cortex-A720과의 아키텍처 변경 사항
출처:
- 효율성 25% 향상
- 최대 성능 12% 향상
- L3 캐시 트래픽 20% 향상
- L2 캐시 크기 두 배 증가
- DSU-120 개선

## 사용
- 미디어텍 디멘시티 8400[4]

## 같이 보기
- ARM Cortex-X925, 관련 고성능 마이크로아키텍처
- ARM Cortex-A520, 관련 고효율 마이크로아키텍처